# 比利·霍雪爾
比利·霍雪爾（Billy Horschel，1986年12月7日—）是一位美國高爾夫球選手，他現在參加PGA巡迴賽的賽事。霍雪爾曾經獲得佛羅里達大學的體育獎學金。2009年，他正式轉為職業高爾夫球手。他已經贏得過三次PGA巡迴賽賽事的冠軍。